# Đurađ Vasić
Đurađ Vasić (serbisch-kyrillisch Ђурађ Васић; * 19. September 1956 in Stari Lec, SR Serbien, SFR Jugoslawien) ist ein ehemaliger jugoslawischer Fußball- und Olympiaauswahlspieler und heutiger serbischer Fußballtrainer.
Bei allen seinen Stationen hatte Vasić die Mannschaften jeweils im Abstiegskampf übernommen, so beispielsweise den 1. FC Schweinfurt 05, den SV Wehen Wiesbaden und die SV Elversberg. Dabei ist er in 27 Spielzeiten als Trainer nur einmal abgestiegen. Gleichzeitig gelangen ihm dafür mehrere Aufstiege. So gehörte er Mitte der 2000er zu den erfolgreichsten Regionalliga-Trainern in Deutschland.

## Spieler
Vasić kam 1984 nach Deutschland. Zuvor hatte er ab 1975 bis 1984 beim jugoslawischen Zweitligisten FK Novi Sad gespielt. Mit seiner Mannschaft wurde Vasić 1976 und 1979 Dritter sowie 1977 Vizemeister der 2. jugoslawischen Liga. Zudem erreichte er in der Saison 1976/77 mit Novi Sad das Halbfinale des jugoslawischer Pokals, scheiterte aber mit 0:2 am späteren Sieger Hajduk Split. Für die jugoslawische Olympiaauswahl bestritt Vasić 17 Spiele. Er wurde in der Saison 1984/85 als Abwehrspieler beim VfR Bürstadt in der 2. Bundesliga eingesetzt (24 Spiele, drei Tore, davon zwei Elfmeter). Nach dem Abstieg Bürstadts spielte er dort weitere sieben Jahre in der Oberliga Hessen, der damaligen dritten Ebene des Ligensystems.

## Trainer

### Erste Erfahrungen und Meisterschaft (1992–2000)
Nachdem er seine Spielerkarriere in Bürstadt beendet hatte, wurde er dort 1992 Trainer in der Oberliga Hessen, der dritten Ebene des damaligen Ligensystems. In der Debütsaison 1992/1993 gelang ihm der Klassenerhalt. Anfang 1994 verließ er den Club und setzte seine Karriere ab Februar beim FC Schweinfurt 05 in der Bayernliga fort, die seit der Reform 1994 nun zur vierthöchsten Spielklasse gehörte. In mühsamer Aufbauarbeit (1995 / 5. Platz, 1996 / 3. Platz, 1997 / 5. Platz) führte Vasić den Verein 1998 zur Meisterschaft. Während dieser Periode hatte er unter anderem die damals 17-jährigen Bernd Korzynietz und Ralf Keidel an den Profifußball rangeführt. Nachdem man als Aufsteiger 1999 den respektablen fünften Platz belegt hatte, wurden die Regionalligen von vier Staffeln auf zwei reduziert. Als Tabellenelfter gelang ihm 2000 die Qualifikation für die neue Südstaffel.

### Aufstieg in die 2. Bundesliga (2000–2002)
Unerwartet konnte sie sich Vasić mit seiner Mannschaft 2001 in der Spitzengruppe etablieren, viele Spieltage sogar als Tabellenführer. Am Saisonende reichte im letzten Saisonspiel ein 1:1 bei Wacker Burghausen, um sich im Fernduell gegen Eintracht Trier durchzusetzen und, da die zweitplatzierten Amateure des VfB Stuttgart nicht aufstiegsberechtigt waren, als Dritter in die 2. Bundesliga aufzusteigen. In der Zweitliga-Saison 2001/02 konnte sich seine Mannschaft in der Hinrunde von den Abstiegsrängen fernhalten. Mitten in der Hochphase erlebte er mit den Unterfranken seinen ersten Dämpfer, dem weitere folgten. Mehrmals kassierte man exakt in der 44. Spielminute ein Gegentor und musste frustriert in die Halbzeitpause, was die Mannschaft schließlich zermürbte. Überwinterten sie noch mit vier Punkten Vorsprung zum Abstiegs-Relegationsplatz, wurden sie schließlich Vorletzter und stiegen ab. Trotz des Abstiegs hielt man vorerst noch an Vasić fest. Als die Mannschaft im Herbst 2002 jedoch auch in der Regionalliga auf einem Abstiegsplatz stand, wurde er nach acht Jahren im September 2002 in Schweinfurt entlassen.

### Erfolge mit Wehen und Bundesliga-Rückkehr (2002–2006)
Ab dem November 2002 trainierte er den SV Wehen in der Regionalliga Süd. Der Verein war zuvor unter Gerd Schwickert in die Abstiegsränge geraten. 2003 und 2004 erreichte seine Mannschaft den siebten Tabellenplatz, während 2005 der Aufstieg in die 2. Bundesliga mit dem dritten Platz und einem fehlenden Punkt nur knapp verpasst wurde. 2006 erreichte Vasić erneut den dritten Tabellenplatz in der Regionalliga Süd und stellte mit Maximilian Nicu auch den Torschützenkönig. Es war schließlich eine der erfolgreichsten Perioden für ihn, aber auch für den Club. Vasić ist bis heute der erfolgreichste Trainer der Wehener Regionalliga-Geschichte. Nach der Übernahme des Vereins erlebte er mit den Taunussteinern 133 Regionalliga-Spiele auf der Trainerbank, in denen er beeindruckende 63 Siege erreichte (36 Unentschieden, 34 Niederlagen).

### Zurück in die 2. Bundesliga (2006–2007)
Am 15. Oktober 2006 verpflichtete ihn die abstiegsbedrohte Eintracht Braunschweig als Nachfolger des glücklosen Michael Krüger. Allerdings wurde Vasić nach fünf Niederlagen in fünf Spielen und 2:13 Toren nach genau 30 Tagen als Trainer wieder entlassen, nachdem er der Mannschaft bereits nach seiner ersten Partie als Trainer die Zweitligatauglichkeit abgesprochen hatte. Die Mannschaft sei nicht in der Lage, den Fußball zu spielen, wie man ihn in der 2. Liga spielen muss, so Vasićs Urteil. Außerdem hatte er für Aufsehen gesorgt, weil er die Spieler als zu klein bezeichnete. Rolf Dockter, der Vasić als Nachfolger von Krüger geholt hatte, teilte diese Auffassung und bezeichnete die Akteure als Pygmäen. Am Ende der Saison 2006/07 belegten die Braunschweiger tatsächlich den letzten Tabellenplatz mit insgesamt nur vier Siegen und 23 Punkten und stiegen aus der 2. Bundesliga ab. In der Saison 2007/08 war Vasić wieder Trainer beim Aufsteiger aus Wehen, da sein Vorgänger Christian Hock nicht den nötigen Trainerschein für die 2. Bundesliga besaß.

### Unstimmigkeiten mit Wehen (2007–2008)
Er debütierte am 12. August 2007 mit einem 3:2-Auswärtssieg gegen die TSG 1899 Hoffenheim. Das folgende Spiel wurde in der Commerzbank-Arena ausgetragen, da die heimische Brita-Arena noch nicht fertiggestellt war. Dort erreichte er mit seiner Mannschaft am 2. Spieltag ein 1:1 gegen Mitaufsteiger VfL Osnabrück. Am 20. August 2007 trennte man sich überraschend mit sofortiger Wirkung von Vasić, obwohl der Verein sportlich gut in die Saison gestartete war. Als Gründe wurden interne Unstimmigkeiten angegeben. Zehn Tage zuvor war bereits Manager Bruno Hübner von der Vereinsführung entlassen worden, dessen Aufgaben Vasić bis dahin als Interims-Sportmanager zusätzlich übernommen hatte. Einen Monat später klagte er über seinen Anwalt Christoph Schickhardt beim Wiesbadener Arbeitsgericht gegen die außerordentliche Kündigung mit einer Kündigungsschutzklage, die zu einem Schlichtungsverfahren beim Deutschen Fußball-Bund (DFB) und anschließend zu einem Gerichtsverfahren führte. Anfang 2008 gelang es beiden Parteien, zu seiner außergerichtlichen Einigung zu kommen. Der Streitwert war auf rund 300.000 Euro beziffert worden.

### SV Elversberg (2008–2009)
Ab März 2008 trainierte Vasić die abstiegsbedrohte SV Elversberg in der Regionalliga Süd. Er übernahm das Team von Brent Goulet. Noch vor der Saison 2007/08 hatte Elversberg als Ziel den Aufstieg in die zukünftige neue 3. Liga. Am Ende der Saison gelang Vasić mit dem 15. Platz der Klassenerhalt und damit der Verbleib in der dann neuen viertklassigen Regionalliga West, in der er 2009 den 11. Platz erreichte. Kurz zuvor gewann im April 2009 der Verein unter Vasić zum ersten Mal den Saarlandpokal und traf in der ersten Runde des DFB-Pokals 2009/10 auf den SC Freiburg. Die SV Elversberg unterlag dem damaligen Bundesligaaufsteiger mit 0:2. Am 6. Oktober 2009 wurde der Vertrag mit ihm nach einer Serie von knappen Niederlagen aufgelöst.

### Aufstieg, Doppelfunktion und Jugendtrainer (seit 2011)
Im Juli 2011 übernahm er von Markus Reiter die 2. Mannschaft des MSV Duisburg. In der Saison 2011/12 war Vasić mit seiner Elf durch den 3. Platz der direkte Aufstieg von der NRW-Liga in die Regionalliga West gelungen. Seine Mannschaft sorgte besonders in der Rückrunde für Aufsehen, indem man 12 von 15 Partien gewann. Mit 30 Gegentoren war die Defensive die drittbeste der NRW-Liga. Nach der Saison gab er das Amt als Trainer aus privaten Gründen ab.
Am 1. Juli 2012 wurde er als Sportlicher Leiter beim Verbandsligisten SV Wiesbaden tätig, dort unterzeichnete er einen Dreijahresvertrag. Unter Vasić gelang dem Verein 2013 der Aufstieg in die Hessenliga. Im Oktober 2013 übernahm er in Wiesbaden auch das Traineramt von Spielertrainer Sascha Amstätter, wo er den SV Wiesbaden nun aus dem Keller führen sollte, was ihm mit einem 9. Platz am Ende der Saison 2013/14 auch gelang. Zwar gelang ihm ein 5. Platz 2015 und ein 7. Platz 2016, jedoch kündigten die Wiesbadener bereits im Februar 2016 an, sich aufgrund von finanziellen Problemen zum Ende der Saison freiwillig zurückzuziehen.
Im Juli 2016 übernahm er das Amt als U17-Trainer des MSV Duisburg. In seiner Debüt-Saison 2016/17 als Jugendtrainer gelang Vasić ein solider 7. Platz in einer starken B-Junioren-Bundesliga West. In der darauffolgenden Saison 2017/18 schafften die U17 unter Vasić auf den letzten Drücker einen überraschenden Klassenerhalt, der kaum noch zu erwarten war. Fast 200 Tage musste die U17 in auf ihren ersten Saisonsieg warten. Erst im 14. Anlauf klappte es mit einem 3:0.Auswärtssieg gegen Alemannia Aachen. Mit nun sechs Punkten auf dem Konto hatte der MSV zu diesem Zeitpunkt allerdings immer noch sieben Zähler Rückstand auf den ersten Nichtabstiegsplatz und erst sechs erzielte Tore. Nach einem starken Endspurt gelang noch der Klassenerhalt. Er amtierte bis 2019.

## Erfolge

### Als Spieler
- Vizemeister der 2. jugoslawischen Liga (2): 1976, 1979
- Dritter der 2. Jugoslawischen Liga (1): 1977
- Halbfinale des Jugoslawischen Pokals (1): 1976

### Als Trainer
- Dritter der Regionalliga Süd (3): 2001, 2005, 2006
- Meister der Bayernliga (1): 1998
- Dritter der Bayernliga (1): 1996
- Dritter der NRW-Liga (1): 2012
- Saarlandpokal (1): 2009